# Березин, Иван Николаевич
Иван Николаевич Березин (1923—1944) — красноармеец Рабоче-крестьянской Красной Армии, участник Великой Отечественной войны, Герой Советского Союза (1945).

## Биография
Иван Березин родился в июне 1923 года в селе Лебяжье Павловского района Алтайского края в семье крестьянина. После окончания неполной средней школы и курсов трактористов проживал и работал в селе Костенково Новокузнецкого района Кемеровской области. 8 сентября 1943 года был призван на службу в Рабоче-крестьянскую Красную Армию Искитимским районным военным комиссариатом Кемеровской области, после чего — направлен на фронт. Участвовал в боях на Калининском и 1-м Прибалтийском фронтах. К июню 1944 года красноармеец Иван Березин был стрелком 975-го стрелкового полка 270-й стрелковой дивизии 6-й гвардейской армии 1-го Прибалтийского фронта. Особо отличился во время форсирования Западной Двины в Белорусской ССР.
В ночь с 25 на 26 июня 1944 года, несмотря на массированный вражеский огонь, Березин переправился через реку в районе посёлка Улла Бешенковичского района Витебской области, подполз к немецкому пулемётному расчёту и уничтожил его гранатами. Это способствовало успешной переправе подразделений 975-го стрелкового полка. 26 июня 1944 года Березин погиб в бою. Был похоронен в братской могиле. После окончания войны прах 56 советских воинов, в том числе и Березина, был перезахоронен в посёлке Улла. В 1965 году над этим захоронением был установлен памятник.
Указом Президиума Верховного Совета СССР от 24 марта 1945 года за «образцовое выполнение боевых заданий командования на фронте борьбы с немецко-фашистскими захватчиками и проявленные при этом мужество и героизм» красноармеец Иван Березин посмертно был удостоен высокого звания Героя Советского Союза.
Был также награждён орденом Ленина, а также рядом медалей. В честь Березина названы улица и клуб в селе Костенково. Имя Березина есть на Мемориале Славы в Барнауле.

## Память
29 мая 2017 года в честь него была названа одна из Безымянных вершин Кузнецкого Алатау.